# 迦梨鳄属
迦梨鱷（學名：Kalisuchus）意為「迦梨鱷魚」，是種古鱷科動物。化石發現於澳洲昆士蘭州中部的阿卡迪亞組（Arcadia Formation），年代為三疊紀早期。迦梨鱷是以印度破壞女神「迦梨」（又名时母）為名，意指頭骨、脊椎、四肢、肩帶發現時，處於破碎的狀態。迦梨鱷是澳洲發現的最古老主龍形下綱動物，迦梨鱷與塔斯馬尼亞龍（另一種古鱷科）、以及恐龍的Agrosaurus，都是澳洲發現的三疊紀主龍形下綱動物。
迦梨鱷身長約3公尺。踝部骨頭極類似鱷魚，迦梨鱷可能生存在水中，採伏擊方式獵食。口鼻部寬廣，前端往下彎曲。四肢修長，頸部長於其他古鱷科。R. A. Thulborn認為迦梨鱷是中國、澳洲的加斯馬吐龍的近親。